# Tolvören
Tolvören är en sjö i Gävle kommun och Ockelbo kommun i Gästrikland och ingår i Hamrångeåns huvudavrinningsområde. Sjön är 3,3 meter djup, har en yta på 0,777 kvadratkilometer och befinner sig 68,9 meter över havet. Sjön avvattnas av vattendraget Murån.

## Delavrinningsområde
Tolvören ingår i det delavrinningsområde (675605-155643) som SMHI kallar för Utloppet av Tolvören. Medelhöjden är 89 meter över havet och ytan är 13,88 kvadratkilometer. Räknas de 7 avrinningsområdena uppströms in blir den ackumulerade arean 44,16 kvadratkilometer. Murån som avvattnar avrinningsområdet har biflödesordning 2, vilket innebär att vattnet flödar genom totalt 2 vattendrag innan det når havet efter 26 kilometer. Avrinningsområdet består mestadels av skog (86 procent). Avrinningsområdet har 0,78 kvadratkilometer vattenytor vilket ger det en sjöprocent på 5,6 procent.